# Gut (nazwisko)
Gut – nazwisko pochodzenia niemieckiego. Na początku lat 90. XX wieku Polskę zamieszkiwało 5549 osób o tym nazwisku. Obecnie w Polsce najwięcej osób noszących nazwisko Gut mieszka we wschodniej i południowej części kraju.

## Osoby o nazwisku Gut
- Alina Gut – radca prawny, posłanka na Sejm RP V kadencji z Samoobrony RP
- Andrzej Gut-Mostowy – poseł na Sejm RP V kadencji z listy Platformy Obywatelskiej
- Władysław Gut – robotnik, ślusarz
- Włodzimierz Gut – polski biolog
- Zbigniew Gut – piłkarz, obrońca, reprezentant Polski

## Pokrewne nazwiska
- Guth
- Gutt
- Gutowski
- Gutkowski